# Rohingják
A rohingják vagy egyéb átírásokban rohingyák vagy ritkábban rohindzsák (burmai:  ရိုဟင်ဂျာ; bengáli: রোহিঙ্গা) egy kisebbségben lévő népcsoport Mianmarban. Jellemzően a Bengáli-öböl parti sávjában élnek, ott is leginkább a Bangladessel határos Rakhaing állam északi részén. Számuk az államban kb. 1 millió fő lehet. Zömmel szunnita muzulmán vallásúak (a jellemzően buddhista Mianmaron belül).
Gyakran említik őket ugyanakkor a világ legüldözöttebb népei között, többek között arra hivatkozva, hogy egy, az akkori Burmában 1982-ben elfogadott törvény megfosztotta őket az állampolgárságuktól, sőt még a nevük használatát is eltörölte, azóta a rohingjákat csak bengáli néven nevezik.
A rohingjáknak – egyes feltevések szerint – száműzött arabok voltak az ősei, a délkelet-ázsiai régió államainak a gyarmatosítás alól történt felszabadulása előtt chittagongiaknak nevezték őket, a kelet-bengáli Chittagong negyed után.
A mianmari kormány buddhista nacionalizmusa következtében, az ellenük folytatott katonai akciók miatt, 2017-ben pár hét alatt több százezren menekültek át Bangladesbe. 2017. szeptember végére már – António Guterres, az ENSZ főtitkára szavai szerint: „a helyzet a világ leggyorsabban növekvő menekültválságává és emberi jogi rémálmává vált”.

Rakhaing állam Mianmaron belül

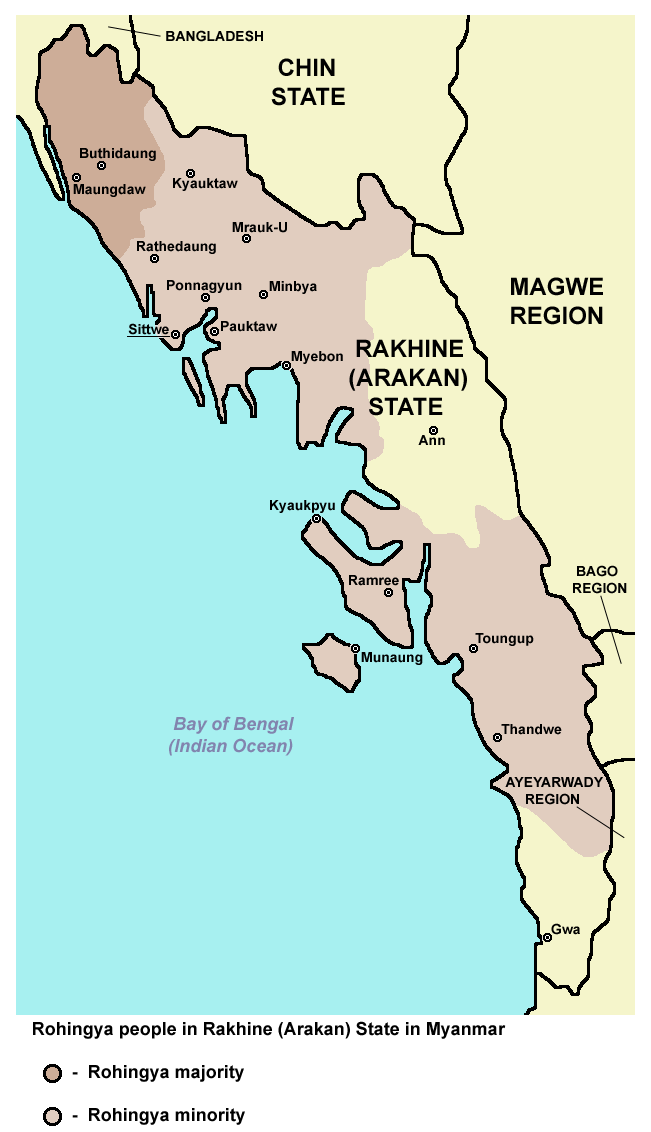
A rohingják helyzete Rakhaing államban.
Sötétszürke: többségben, világosszürke: kisebbségben